# Super Bowl LI
Il Super Bowl LI è stata la 51ª edizione del Super Bowl, la finale del campionato della National Football League. Si è svolto domenica 5 febbraio 2017 all'NRG Stadium di Houston, Texas, impianto che ospita le partite casalinghe degli Houston Texans. I campioni della American Football Conference, i New England Patriots, hanno battuto con il punteggio di 34-28 quelli della National Football Conference, gli Atlanta Falcons, laureandosi campioni NFL per la stagione 2016 e conquistando il loro quinto titolo. È stata la prima volta nella storia in cui un Super Bowl si è deciso ai tempi supplementari.
Per la seconda volta lo stadio è stato teatro della finalissima (l'unico precedente risale al Super Bowl XXXVIII del 2004) e per la terza essa è stata organizzata nella città texana (il Rice Stadium fu infatti sede del Super Bowl VIII nel 1974). Dopo aver eccezionalmente usato i numeri arabi per il Super Bowl 50, la NFL ha annunciato che da questa edizione sarebbe tornata ad impiegare stabilmente i numeri romani per identificare l'evento.
Il Super Bowl LI ha stabilito diversi record NFL: tra gli altri, i Patriots si sono ritrovati in svantaggio di 25 punti a meno di nove dal termine del terzo quarto, compiendo poi la maggiore rimonta nella storia del Super Bowl (la precedente aveva visto una squadra coprire un divario di 10 punti); Tom Brady ha vinto il suo quinto titolo, record tra i quarterback titolari, ed è stato premiato come MVP della gara per la quarta volta, un altro primato.
È considerato da molti come il miglior Super Bowl di tutti i tempi.

## Processo di selezione dello stadio

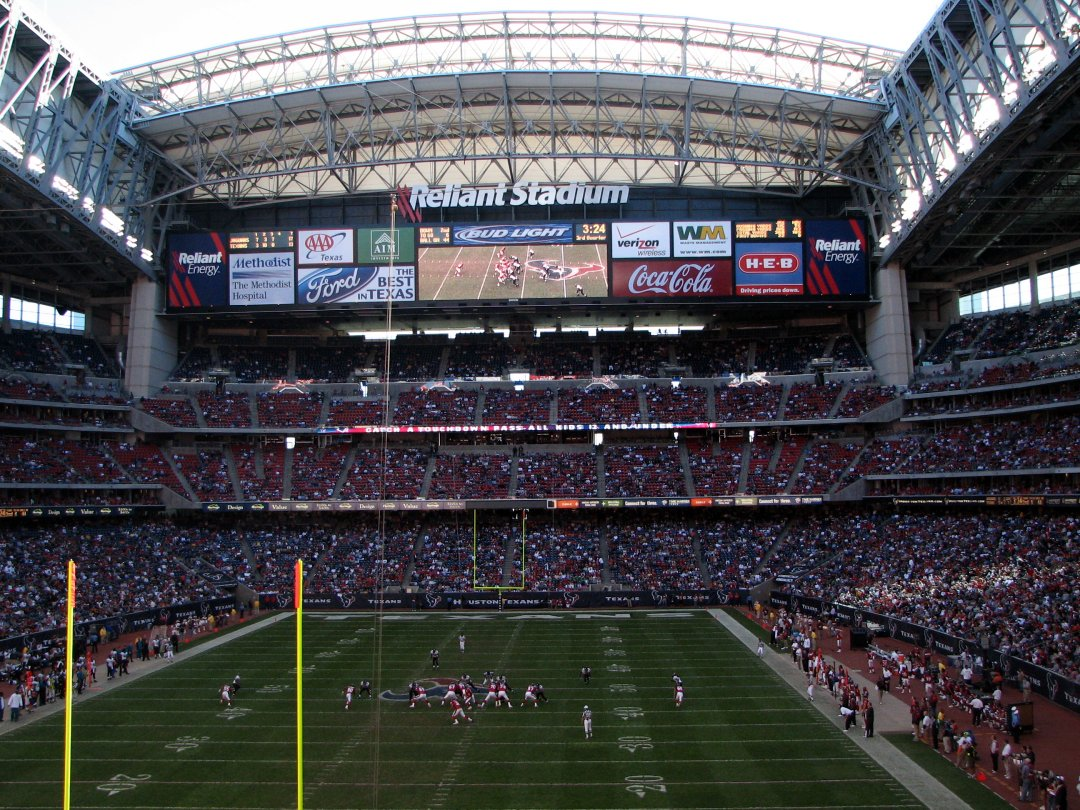
L'NRG Stadium, scelto come sede del Super Bowl LI

Il 21 maggio 2013, all'incontro annuale dei proprietari delle franchigie NFL tenutosi a Boston, vennero decisi gli stadi che avrebbero ospitato il Super Bowl 50 nel 2016 e il Super Bowl LI nel 2017. Dopo l'assegnazione del Super Bowl d'oro al Levi's Stadium di Santa Clara, la candidatura che con esso aveva perso al ballottaggio, ovvero quella del Sun Life Stadium di Miami Gardens, in Florida, decise di contendere l'edizione successiva all'allora Reliant Stadium (la compagnia energetica NRG diede infatti il proprio nome all'impianto solo nel marzo del 2014). Le speranze di successo dello stadio dei Miami Dolphins dipendevano dall'approvazione dei fondi necessari per il progetto di ristrutturazione che avrebbe permesso di rinnovare a fondo la struttura; il 3 maggio il Parlamento della Florida aveva però respinto la richiesta di stanziamento di tali fondi, di fatto affossando la candidatura. Pochi minuti dopo aver perso la possibilità di ospitare il Super Bowl del cinquantenario, infatti, il Sun Life Stadium uscì nuovamente sconfitto dal ballottaggio, che assegnò il Super Bowl LI a Houston.

## Squadre

### New England Patriots
Malgrado il quarterback titolare Tom Brady fosse stato sospeso per quattro partite e il tight end All-Pro Rob Gronkowski si fosse infortunato a metà stagione, i Patriots terminarono col miglior record della lega, 14 vittorie e 2 sconfitte, segnando 441 punti e subendone solo 244 (rispettivamente, terzi e primi nella NFL).

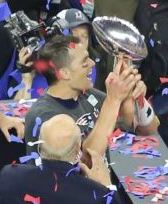
Tom Brady col trofeo del Super Bowl LI

Dopo aver saltato le prime quattro gare per lo scandalo del gennaio 2015 noto come Deflategate, Brady riprese le redini dell'attacco dalla settimana 5, conquistando la sua 12ª convocazione per il Pro Bowl e lanciando 3.554 yard e 28 touchdown, a fronte di due soli intercetti (il rapporto tra touchdown passati e intercetti subiti fu il migliore nella storia della NFL), mentre il suo passer rating di 112,2 fu il secondo migliore della lega. Il miglior ricevitore della squadra fu Julian Edelman, che ricevette 98 passaggi per 1.106 yard; anche Chris Hogan (38 ricezioni per 680 yard) e Malcolm Mitchell (32 ricezioni per 401 yard) diedero il loro contributo nel gioco aereo, mentre Gronkowski ricevette 25 passaggi per 540 yard prima di subire l'infortunio alla schiena nel corso della nona settimana che pose fine in anticipo alla sua stagione. Il tight end Martellus Bennett lo sostituì terminando con 55 ricezioni e 701 yard e guidando la squadra con 7 touchdown su ricezione. Il running back LeGarrette Blount fu il miglior corridore della franchigia con 1.168 yard e 18 touchdown su corsa, collocandosi al primo posto nella lega e stabilendo un nuovo record per New England.
La linea difensiva dei Patriots fu guidata dal defensive end Trey Flowers, che fu il leader della squadra con 7 sack, e da Jabaal Sheard, che ne totalizzò 5. Il linebacker Dont'a Hightower venne convocato per il suo primo Pro Bowl e inserito nel Second-team All-Pro dopo 65 tackle e 2,5 sack, mentre il suo pari ruolo Rob Ninkovich ebbe un buon impatto con 34 tackle, 2 fumble forzati e 2 sack. Nella linea secondaria, il cornerback Malcolm Butler guidò i suoi con 4 intercetti, mentre Logan Ryan fu il leader in tackle e intercettò due passaggi; la safety Devin McCourty si classificò al secondo posto della squadra con 83 tackle, venendo convocato per il suo terzo Pro Bowl, mentre Matthew Slater fu convocato per il sesto Pro Bowl consecutivo come special teamer
Con la qualificazione al Super Bowl LI, i Patriots stabilirono un nuovo record NFL con la nona partecipazione della propria storia, la settima degli ultimi sedici anni sotto la conduzione di Brady e dell'allenatore Bill Belichick.

### Atlanta Falcons
I Falcons, guidati per il secondo anno dal capo-allenatore Dan Quinn, terminarono la stagione regolare con un record di 11 vittorie e 5 sconfitte e il seed numero 2 nel tabellone della NFC dopo tre anni in cui non raggiungevano i playoff.

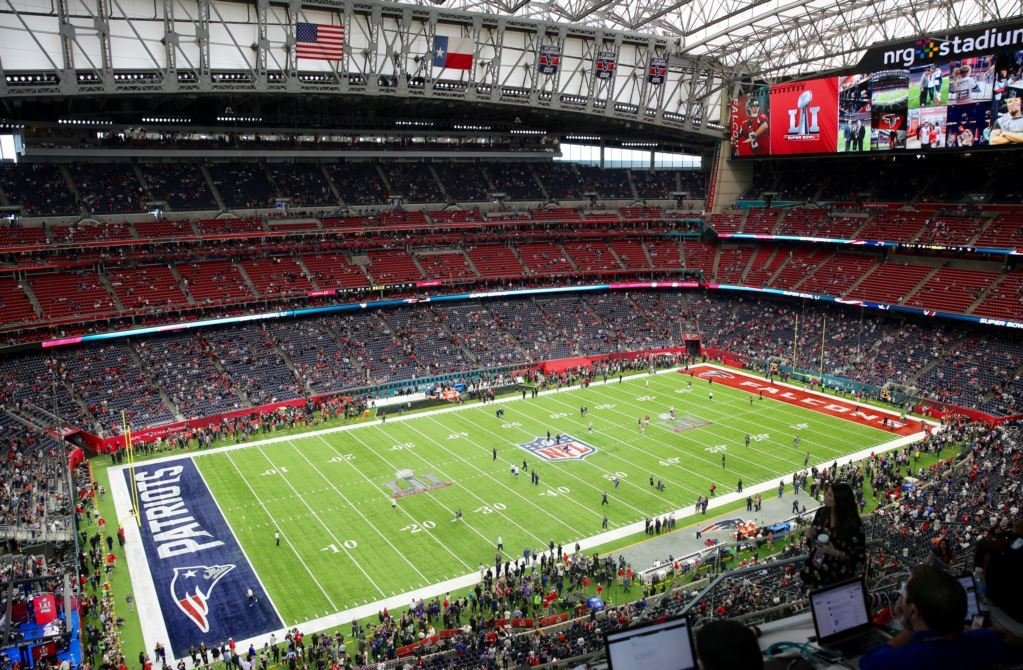
L'NRG Stadium prima della partita

Atlanta guidò la lega in punti segnati con 540, grazie a un'ottima stagione del quarterback al nono anno Matt Ryan, che venne nominato MVP della lega, fu convocato per il suo quarto Pro Bowl e inserito per la prima volta nel First-team All-Pro: a valergli tali riconoscimenti furono le statistiche che lo videro guidare la NFL con un passer rating di 117,1 e classificarsi al secondo posto in passaggi completati (373), yard passate (4.944) e passaggi da touchdown (38). Il suo miglior ricevitore fu Julio Jones, che ricevette 83 passaggi per 1.409 yard (secondo nella lega) e 6 touchdown malgrado due gare saltare per infortunio, ma anche i nuovi acquisti Mohamed Sanu (59 ricezioni per 653 yard) e Taylor Gabriel (35 ricezioni per 579 yard e touchdown) contribuirono nel gioco sui passaggi. Il running back Devonta Freeman fu convocato per il secondo Pro Bowl consecutivo dopo avere guidato la squadra con 1.078 yard corse e 11 touchdown, facendosi altresì valere come ricevitore, terminando con 54 passaggi ricevuti per 462 yard e altre due marcature; la sua riserva Tevin Coleman corse 520 yard, ne ricevette 421 yard e segnò 11 touchdown complessivi. Il kicker Matt Bryant guidò la NFL con 158 punti segnati, venendo convocato per il suo primo Pro Bowl. La linea offensive di Atlanta vide la presenza del nuovo acquisto Alex Mack, convocato per il quarto Pro Bowl.
La linea difensiva dei Falcons fu guidata dai defensive end Adrian Clayborn, che mise a segno 5 sack, e dal veterano Dwight Freeney, che salì al 18º posto nella classifica di tutti i tempi per sack in carriera (122½).  Dietro di loro, il linebacker Vic Beasley fu l'unico componente della difesa di Atlanta ad essere convocato per il Pro Bowl, dopo aver terminato la stagione regolare al primo posto nella lega per sack messi a segno (15½) e fumble forzati (6). Anche il linebacker rookie Deion Jones ebbe un buon impatto, guidando la squadra in tackle (108) e intercetti (3). La linea secondaria di Atlanta vide la presenza della safety Keanu Neal, che mise a segno 106 tackle e cinque fumble forzati, mentre il suo pari ruolo Ricardo Allen totalizzò 90 tackle e 2 intercetti. Nel complesso, però, la difesa di Atlanta si classificò solamente al 27º posto nella NFL per il minor numero di punti subiti (406).

### Playoff

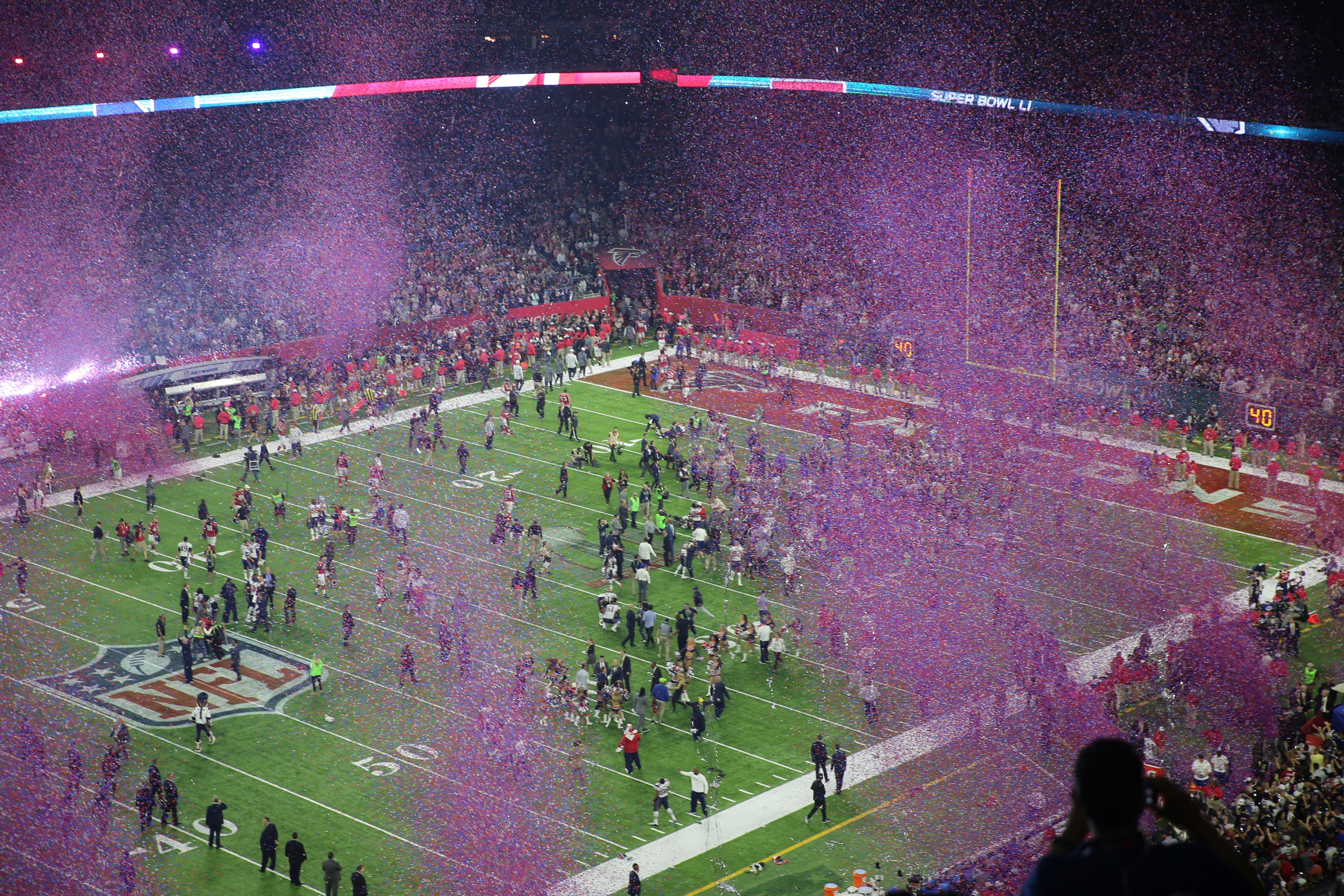
I coriandoli dopo la vittoria dei Patriots

I Falcons sconfissero i Seattle Seahawks nel divisional round col punteggio di 36–20, guadagnando 422 yard in attacco, per poi superare i Green Bay Packers nella finale della NFC per 44–21 (con 493 yard accumulate in fase offensiva), nell'ultima gara della storia del Georgia Dome. Dal 2017, infatti, Atlanta disputerà le proprie gare interne nel nuovo Mercedes-Benz Stadium
I Patriots batterono gli Houston Texans nel divisional round per 34–16, andando poi a vincere la finale della AFC sui Pittsburgh Steelers col risultato di 36–17.

## Televisione

### Reti internazionali
|                                            | Canale                                                                                                |
| ------------------------------------------ | --- |
| Canada                                     | Partita trasmessa in diretta da CTV.                                                                  |
| Messico                                    | Partita trasmessa in diretta da Televisa.                                                             |
| Regno Unito                                | Partita trasmessa in diretta da BBC e Sky Sports.                                                     |
| Germania Svizzera Austria                  | Partita trasmessa in diretta da Sat.1.                                                                |
| Paesi Bassi                                | Partita trasmessa in diretta da Fox HD e Fox Sports 2.                                                |
| Repubblica Ceca                            | Partita trasmessa in diretta da Sport 2.                                                              |
| Francia                                    | Partita trasmessa in diretta da W9.                                                                   |
| Italia                                     | Partita trasmessa in diretta da Premium Sport, Fox e Fox Sports e in differita di un'ora da Italia 1. |
| Portogallo                                 | Partita trasmessa in diretta da Sport TV.                                                             |
| Spagna                                     | Partita trasmessa in diretta da Canal+.                                                               |
| Altre nazioni europee                      | Partita trasmessa in diretta dai canali locali del digitale terrestre.                                |
| Medio Oriente                              | Partita trasmessa in diretta da OSN Network.                                                          |
| Filippine                                  | Partita trasmessa in diretta da TV5 e Hyper.                                                          |
| Sudafrica Altri paesi africani selezionati | Partita trasmessa in diretta da SuperSport.                                                           |
| Australia                                  | Partita trasmessa in diretta da the Seven Network e Foxtel.                                           |
| Nuova Zelanda                              | Partita trasmessa in diretta da Sky TV.                                                               |

## Intrattenimento

### Pre-partita
Il 22 gennaio 2017 fu annunciato che l'inno statunitense prima della partita sarebbe stato cantato dal cantante e compositore country Luke Bryan (il primo artista di sesso maschile ad eseguire The Star-Spangled Banner al Super Bowl dopo Billy Joel nel 2007), mentre il 27 gennaio venne reso noto che Phillipa Soo, Renée Elise Goldsberry e Jasmine Cephas Jones, protagoniste del musical di Broadway Hamilton, avrebbero cantato America the Beautiful.
Prima dell'inizio della partita, l'ex Presidente degli Stati Uniti George H. W. Bush e sua moglie, Barbara Bush, fecero un'apparizione per la cerimonia del lancio della monetina.

### Spettacolo di metà gara

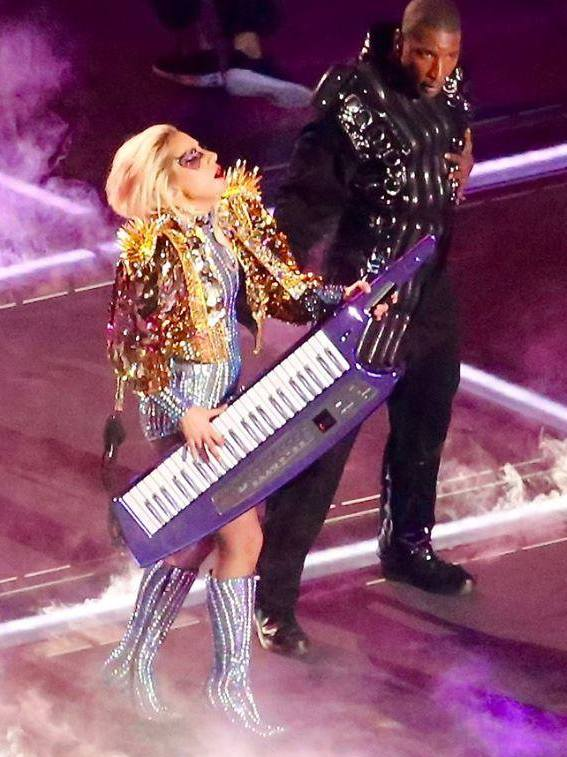
Lady Gaga esegue il brano Just Dance durante lhalftime show

Il 29 settembre 2016 la NFL annunciò che la cantante Lady Gaga sarebbe stata la protagonista dell'halftime show del Super Bowl LI, dopo che nell'edizione precedente aveva cantato l'inno nazionale. Anche in questa occasione, come avvenuto per l'edizione precedente, fu possibile per gli appassionati seguire i preparativi e il dietro le quinte dello spettacolo sul sito della Pepsi, giunta al quinto anno di sponsorizzazione dell'evento.
Durante i 13 minuti di performance (sostenuti dalla sola artista), dopo essersi lasciata cadere dal tetto dello stadio appesa a delle corde, Lady Gaga ha ripercorso le sue più grandi hit, includendo il brano Million Reasons del nuovo album.
L'esibizione è stato il momento più twittato della storia del Super Bowl con 5,1 milioni di tweet, battendo i precedenti record di Madonna e Katy Perry, mentre in televisione, sul canale Fox, è stata seguita da 117,5 milioni di spettatori, affermandosi come la seconda più vista nella storia dell'evento dopo quella di Katy Perry, che nel 2015 ne ottenne 118,5. Considerando invece tutte le piattaforme digitali, è risultata la più vista nella storia con 150 milioni di spettatori.

#### Scaletta
- God Bless America/This is your Land
- Poker Face (con elementi di Dance in the Dark, Paparazzi, LoveGame, Just Dance, The Edge of Glory)
- Born This Way
- Telephone
- Just Dance
- Million Reasons
- Bad Romance

## La partita

### Tabellino
| Houston 5 febbraio 2017, ore 18:30 PST | New England Patriots | 34 – 28 (0-0, 3-21, 6-7, 19-0, 6-0) referto | Atlanta Falcons | NRG Stadium (70.807 spett.)\| Arbitro: \| Carl Cheffers \| |
| Arbitro:                               | Carl Cheffers        |                                             |                 |                                                            |

### Marcature
| Quarto                    | Tempo                     | Drive                     | Drive                     | Drive                     | Squadra                   | Informazioni                                                                                            | Punteggio | Punteggio |
| Quarto                    | Tempo                     | Giochi                    | Yard                      | TOP                       | Squadra                   | Informazioni                                                                                            | NE        | ATL       |
| ------------------------- | ------------------------- | ------------------------- | ------------------------- | ------------------------- | ------------------------- | --- | --------- | --------- |
| 2                         | 12:15                     | 5                         | 71                        | 1:53                      | ATL                       | Touchdown di Freeman su corsa da 5 yard, extra point trasformato da Bryant                              | 0         | 7         |
| 2                         | 8:48                      | 5                         | 62                        | 1:49                      | ATL                       | Touchdown su ricezione di Hooper su passaggio da 19 yard di Ryan, extra point trasformato da Bryant     | 0         | 14        |
| 2                         | 2:21                      | —                         | —                         | —                         | ATL                       | Intercetto ritornato per 82 yard in touchdown da Alford, extra point trasformato da Bryant              | 0         | 21        |
| 2                         | 0:02                      | 11                        | 52                        | 2:19                      | NE                        | Field goal da 41 yard di Gostkowski                                                                     | 3         | 21        |
| 3                         | 8:31                      | 8                         | 85                        | 4:14                      | ATL                       | Touchdown di Coleman su passaggio da 6 yard di Ryan, extra point trasformato da Bryant                  | 3         | 28        |
| 3                         | 2:06                      | 13                        | 75                        | 6:25                      | NE                        | Touchdown di White su passaggio da 5 yard di Brady, extra point fallito da Gostkowski                   | 9         | 28        |
| 4                         | 9:44                      | 12                        | 72                        | 5:07                      | NE                        | Field goal da 33 yard di Gostkowski                                                                     | 12        | 28        |
| 4                         | 5:56                      | 5                         | 25                        | 2:28                      | NE                        | Touchdown di Amendola su passaggio da 6 yard di Brady, conversione da 2 punti segnata da White          | 20        | 28        |
| 4                         | 0:57                      | 10                        | 91                        | 2:33                      | NE                        | Touchdown di White su corsa da 1 yard, conversione da 2 punti segnata da Amendola su passaggio di Brady | 28        | 28        |
| OT                        | 11:02                     | 8                         | 75                        | 3:58                      | NE                        | Touchdown di White su corsa da 2 yard, nessun extra point o conversione da 2 punti (gara terminata)     | 34        | 28        |
| "TOP" = tempo di possesso | "TOP" = tempo di possesso | "TOP" = tempo di possesso | "TOP" = tempo di possesso | "TOP" = tempo di possesso | "TOP" = tempo di possesso | "TOP" = tempo di possesso                                                                               | 34        | 28        |

## Statistiche finali

### Paragone statistico
| Statistiche                   | New England Patriots | Atlanta Falcons |
| ----------------------------- | -------------------- | --------------- |
| Primi down                    | 37                   | 17              |
| Primi down su corsa           | 7                    | 3               |
| Primi down su passaggio       | 26                   | 13              |
| Primi down su penalità        | 4                    | 1               |
| Efficienza sui terzi down     | 7/14                 | 1/8             |
| Efficienza sui quarti down    | 1/1                  | 0/0             |
| Totale yard nette             | 546                  | 344             |
| Yard nette su corsa           | 104                  | 104             |
| Corse tentate                 | 25                   | 18              |
| Yard per corsa                | 4,2                  | 5,8             |
| Yard nette su passaggio       | 442                  | 240             |
| Passaggi – completati/tentati | 43/63                | 17/23           |
| Sack-yard                     | 5–24                 | 5–44            |
| Intercetti lanciati           | 1                    | 0               |
| Ritorni di punt-yard          | 4–39                 | 1–0             |
| Ritorni di kickoff-yard       | 1–20                 | 5–42            |
| Intercetti-yard ritornate     | 0–0                  | 1–82            |
| Punt-media                    | 4–41,5               | 6–47,0          |
| Fumble-persi                  | 1–1                  | 1–1             |
| Penalità-yard                 | 4–23                 | 9–65            |
| Tempo di possesso             | 40:31                | 23:27           |
| Palle perse                   | 2                    | 1               |

| Record stabiliti                                                | Record stabiliti | Record stabiliti                        |
| --------------------------------------------------------------- | ---------------- | --------------------------------------- |
| Maggior numeri di MVP del Super Bowl                            | 4                | Tom Brady (New England)                 |
| Maggior numeri di passaggi tentati nel Super Bowl (gara)        | 62               | Tom Brady (New England)                 |
| Maggior numeri di passaggi completati nel Super Bowl (gara)     | 43               | Tom Brady (New England)                 |
| Maggior numeri di yard passate nel Super Bowl (gara)            | 466              | Tom Brady (New England)                 |
| Maggior numeri di passaggi tentati nel Super Bowl (carriera)    | 309              | Tom Brady (New England)                 |
| Maggior numeri di passaggi completati nel Super Bowl (carriera) | 207              | Tom Brady (New England)                 |
| Maggior numeri di yard passate nel Super Bowl (carriera)        | 2071             | Tom Brady (New England)                 |
| Maggior numeri di touchdown nel Super Bowl (carriera)           | 15               | Tom Brady (New England)                 |
| Maggior numeri di Super Bowl vinti come allenatore              | 5                | Bill Belichick (New England)            |
| Maggior numeri di Super Bowl vinti come quarterback             | 5                | Tom Brady (New England)                 |
| Record pareggiati                                               |                  |                                         |
| Maggior numeri di Super Bowl vinti come giocatore               | 5                | Tom Brady (New England) & Charles Haley |

### Leader individuali
| Patriots passaggi  |        |     |    |     |
|                    | C/ATT1 | Yds | TD | INT |
| Tom Brady          | 43/62  | 466 | 2  | 1   |
| Patriots corse     |        |     |    |     |
|                    | Car2   | Yds | TD | LG3 |
| LeGarrette Blount  | 11     | 31  | 0  | 9   |
| James White        | 6      | 29  | 2  | 10  |
| Dion Lewis         | 6      | 27  | 0  | 13  |
| Tom Brady          | 1      | 15  | 0  | 15  |
| Julian Edelman     | 1      | 2   | 0  | 2   |
| Patriots ricezioni |        |     |    |     |
|                    | Rec4   | Yds | TD | LG3 |
| James White        | 14     | 110 | 1  | 28  |
| Danny Amendola     | 8      | 78  | 1  | 20  |
| Malcolm Mitchell   | 6      | 70  | 0  | 18  |
| Julian Edelman     | 5      | 87  | 0  | 27  |
| Martellus Bennett  | 5      | 62  | 0  | 25  |
| Chris Hogan        | 4      | 57  | 0  | 18  |
| Dion Lewis         | 1      | 2   | 0  | 2   |

| Falcons passaggi  |        |     |    |     |
|                   | C/ATT1 | Yds | TD | INT |
| Matt Ryan         | 17/23  | 284 | 2  | 0   |
| Falcons corse     |        |     |    |     |
|                   | Car2   | Yds | TD | LG3 |
| Devonta Freeman   | 11     | 75  | 1  | 37  |
| Tevin Coleman     | 7      | 29  | 0  | 9   |
| Falcons ricezioni |        |     |    |     |
|                   | Rec4   | Yds | TD | LG3 |
| Julio Jones       | 4      | 87  | 0  | 27  |
| Taylor Gabriel    | 3      | 76  | 0  | 35  |
| Austin Hooper     | 3      | 32  | 1  | 19  |
| Devonta Freeman   | 2      | 46  | 0  | 39  |
| Mohamed Sanu      | 2      | 25  | 0  | 13  |
| Patrick DiMarco   | 2      | 12  | 0  | 10  |
| Tevin Coleman     | 1      | 6   | 1  | 6   |

*Completati/Tentati
aCorse
bGiocata più lunga
cRicezioni

## Formazioni titolari
| New England Patriots | Position | Atlanta Falcons    |         |
| Attacco              | Attacco  | Attacco            | Attacco |
| -------------------- | -------- | ------------------ | ------- |
| Nate Solder          | LT       | Jake Matthews      |         |
| Joe Thuney           | LG       | Andy Levitre       |         |
| David Andrews        | C        | Alex Mack          |         |
| Shaq Mason           | RG       | Chris Chester      |         |
| Marcus Cannon        | RT       | Ryan Schraeder     |         |
| Julian Edelman       | WR       | Julio Jones        |         |
| Chris Hogan          | WR       | Mohamed Sanu       |         |
| Martellus Bennett    | TE       | Austin Hooper      |         |
| Tom Brady            | QB       | Matt Ryan          |         |
| LeGarrette Blount    | RB       | Devonta Freeman    |         |
| James Develin        | FB       | Patrick DiMarco    |         |
| Difesa               |          |                    |         |
| Chris Long           | DE       | Dwight Freeney     |         |
| Alan Branch          | DT       | Grady Jarrett      |         |
| Malcom Brown         | DT       | Courtney Upshaw    |         |
| Trey Flowers         | DE       | Ra'Shede Hageman   |         |
| Elandon Roberts      | OLB      | Vic Beasley        |         |
| Dont'a Hightower     | ILB      | Deion Jones        |         |
| Rob Ninkovich        | OLB      | De'Vondre Campbell |         |
| Malcolm Butler       | CB       | Robert Alford      |         |
| Patrick Chung        | SS       | Keanu Neal         |         |
| Devin McCourty       | FS       | Ricardo Allen      |         |
| Logan Ryan           | CB       | Jalen Collins      |         |

## Arbitri
Il Super Bowl 51 è stato arbitrato da sette arbitri, più uno addetto ai replay. I numeri tra parentesi indicano il numero dell'uniforme.
- Capo-arbitro: Carl Cheffers (51)
- Umpire: Dan Ferrell (64)
- Capo degli arbitri di linea: Kent Payne (79)
- Arbitro di linea: Jeff Seeman (45)
- Arbitro di campo: Doug Rosenbaum (67)
- Arbitro laterale: Dyrol Prioleau (109)
- Arbitro posteriore: Todd Prukop (30)
- Arbitro per i replay: Tom Sifferman